# Eusarcus dubius
Eusarcus dubius is een hooiwagen uit de familie Gonyleptidae.